# Discours met de boys

Arno Steenackers (Links) en Amory Gillot (Rechts) van 'Discours met de boys'

Discours met de boys is een Vlaamse podcast, opgericht begin 2021 met het doel om degelijkheid en dialoog terug meer in de maatschappij te laten zijn.
De podcast wordt gehost door Amory Gillot en Arno Steenackers en ontstond vanuit de frustratie over de toenemende polarisatie in de samenleving. Het biedt een platform waar serieuze thema's worden besproken met diverse en interessante gasten, terwijl er ook ruimte is voor het menselijke en de zaken niet te serieus te nemen. Elke aflevering duurt minstens één uur om zo ook een antoniem te zijn op de oppervlakkige informatieverspreiding. Enkele prominente gasten die de revue zijn gepasseerd, zijn onder andere de advocaat Jef Vermassen, psychiater Dirk De Wachter, premier Alexander De Croo, en vele anderen. De podcast is ook meerdere keren genomineerd geweest voor de Belgian Podcast Awards (2022, 2023 & 2025).
Discours met de boys publiceert (bijna) wekelijks nieuwe afleveringen en behandelt thema's variërend van filosofie en cultuur tot maatschappelijke vraagstukken en persoonlijke verhalen. Het initiatief maakt deel uit van de bredere missie van Discours, die zich inzet voor het bevorderen van kritische dialoog en het versterken van maatschappelijke cohesie.
De podcast is beschikbaar op diverse platforms, waaronder Spotify, Apple Podcasts, en YouTube.

## Boek - De Dialoogparadox
In De Dialoogparadox onderzoeken de auteurs de toenemende polarisatie in de samenleving en de cruciale rol die degelijke dialoog kan spelen in het overbruggen van verschillen. Het boek komt voort uit de podcast en is gelanceerd op 31 oktober 2024 (ism uitgeverij Ertsberg).

Het boek 'De Dialoog-paradox'

Het boek biedt een analyse van hoe en waarom de hedendaagse maatschappij steeds meer verdeeld raakt en hoe constructieve dialoog als tegenwicht kan dienen. Aan de hand van theoretische inzichten gekoppeld aan praktijkvoorbeeld en interviews belicht de dialoogparadox de uitdagingen en mogelijkheden van interpersoonlijke en maatschappelijke communicatie. Voorwoord door Rik Torfs.
De dialoog-paradox is bedoeld voor iedereen die geïnteresseerd is in het versterken van sociale cohesie en het bevorderen van kritisch denken en open gesprekken. De auteurs putten uit hun ervaring met de podcast, waarin ze al diverse figuren hebben geïnterviewd en complexe maatschappelijke thema's hebben besproken.

## Afleveringen met gasten
Hoewel de meeste afleveringen gasten bevatten, zijn er ook zogeheten "boys-only" afleveringen waarin alleen de hosts aan het woord zijn. In het eerste jaar werd dit week om week afgewisseld met gastafleveringen, maar na het eerste jaar komen deze "boys-only" episodes minder frequent voor. Dit verklaart waarom de nummering van de afleveringen soms een sprong kan maken.
| Afl. | Datum             | Gast                                           | Hoedanigheid                                                                                      |
| ---- | ----------------- | ---------------------------------------------- | ------------------------------------------------------------------------------------------------- |
| 2    | 17 februari 2021  | Jeroen Verdick                                 | Comedian                                                                                          |
| 4    | 4 maart 2021      | Laurens Van Herck                              | DJ 5napback                                                                                       |
| 6    | 19 maart 2021     | Niels Willems                                  | Ex-militair                                                                                       |
| 8    | 4 april 2021      | Xenia Geysemans                                | Docent Ethiek Universiteit Antwerpen                                                              |
| 10   | 14 april 2021     | Ludo Geurden                                   | Voorzitter Horeca Vlaanderen                                                                      |
| 12   | 29 april 2021     | Luc Colemont                                   | CEO Stop Darmkanker                                                                               |
| 14   | 12 mei 2021       | Marleen Vanderpoorten                          | Ex-minister Onderwijs & ex-burgemeester Lier                                                      |
| 16   | 26 mei 2021       | Sven Ornelis                                   | Radio                                                                                             |
| 18   | 9 juni 2021       | Mark Pecqueur                                  | Researcher Thomas More                                                                            |
| 20   | 23 juni 2021      | Joshua Feytons                                 | Temptation Island                                                                                 |
| 22   | 7 juli 2021       | Tom Van Grieken                                | Voorzitter Vlaams Belang                                                                          |
| 24   | 21 juli 2021      | Els Keytsmans                                  | Co-CEO Unia                                                                                       |
| 26   | 4 augustus 2021   | Meyrem Almaci                                  | Voorzitter Groen                                                                                  |
| 28   | 18 augustus 2021  | Jef Vermassen                                  | Advocaat                                                                                          |
| 30   | 1 september 2021  | Dirk De Wachter                                | Psychiater                                                                                        |
| 32   | 15 september 2021 | Valerie Del Re                                 | CEO Greenpeace                                                                                    |
| 34   | 2 oktober 2021    | Wies De Graeve                                 | Directeur Amnesty International                                                                   |
| 36   | 14 oktober 2021   | Christophe Impense                             | CEO Golazo Sports                                                                                 |
| 38   | 27 oktober 2021   | Gert Ysebaert                                  | CEO Mediahuis                                                                                     |
| 40   | 10 november 2021  | Ivan Van de Cloot                              | Hoofdeconoom Stichting Merito                                                                     |
| 42   | 2 december 2021   | William Boeva                                  | Comedian                                                                                          |
| 44   | 15 december 2021  | Danny Van Assche                               | Directeur Unizo                                                                                   |
| 46   | 29 december 2021  | Sven Nys                                       | Wereldkampioen veldrijden                                                                         |
| 48   | 12 januari 2022   | Bart Somers                                    | Minister Binnenlands bestuur                                                                      |
| 50   | 26 januari 2022   | Lien Van De Kelder                             | Actrice & Advocaat                                                                                |
| 52   | 9 februari 2022   | Wouter Beke                                    | Vlaams Minister Volksgezondheid                                                                   |
| 53   | 21 april 2022     | Jeroen Verdick                                 | Comedian                                                                                          |
| 54   | 28 april 2022     | Conny Aerts                                    | Professor Astronomie KU Leuven                                                                    |
| 55   | 4 mei 2022        | Khalid Benhaddou                               | Imam                                                                                              |
| 56   | 11 mei 2022       | Stijn Baert                                    | Professor Arbeidseconomie UGent                                                                   |
| 57   | 19 mei 2022       | Matthias Diependaele                           | Vlaams Minister Financiën & Wonen                                                                 |
| 58   | 25 mei 2022       | Evelien Geerts                                 | Filosoof & Research Fellow University of Birmingham                                               |
| 59   | 1 juni 2022       | Thierry Baudet                                 | Voorzitter Forum Voor Democratie                                                                  |
| 60   | 8 juni 2022       | Giel Foubert                                   | Monnik                                                                                            |
| 61   | 15 juni 2022      | Heidi De Pauw                                  | CEO Childfocus                                                                                    |
| 63   | 29 juni 2022      | Pascal Coppens                                 | Sinoloog                                                                                          |
| 64   | 6 juli 2022       | Dries Buytaert                                 | Oprichter Drupal                                                                                  |
| 65   | 13 juli 2022      | Pieter Loridon                                 | Ex-basketballer                                                                                   |
| 66   | 20 juli 2022      | Nasser Nadjmi                                  | Topdokter & Mond-, kaak- en aangezichtschirurg                                                    |
| 67   | 27 juli 2022      | Conny Vandendriessche                          | Co-founder Accent & House of HR                                                                   |
| 68   | 2 augustus 2022   | Ignaas Devisch                                 | Medisch Filosoof UGent                                                                            |
| 69   | 10 augustus 2022  | Pieter Janssens                                | CEO iO                                                                                            |
| 70   | 17 augustus 2022  | Jeanne Devos                                   | Zuster & Nobelprijs genomineerd Vrede                                                             |
| 72   | 31 augustus 2022  | Patrick Loobuyck                               | Politiek Filosoof Universiteit Antwerpen & Ugent                                                  |
| 73   | 7 september 2022  | Peter De Roover                                | Fractievoorzitter N-VA                                                                            |
| 74   | 14 september 2022 | Wietse Van Ransbeeck                           | CEO van Citizenlab                                                                                |
| 75   | 21 september 2022 | Miranda Ulens                                  | Voorzitter ABVV                                                                                   |
| 76   | 28 september 2022 | Jan Jagers                                     | Oprichter DeCheckers                                                                              |
| 77   | 5 oktober 2022    | Regina Sluszny                                 | Voorzitter Forum der Joodse Organisaties                                                          |
| 78   | 12 oktober 2022   | Melissa Depraetere                             | Fractievoorzitter Vooruit                                                                         |
| 79   | 19 oktober 2022   | Jan De Meulemeester                            | Directeur Trends                                                                                  |
| 80   | 26 oktober 2022   | Dyab Abou Jahjah                               | Opiniemaker                                                                                       |
| 81   | 2 november 2022   | Evi Hanssen                                    | Presentatrice                                                                                     |
| 82   | 9 november 2022   | Thomas Smith                                   | Comedian                                                                                          |
| 83   | 16 november 2022  | Lieven Gheysen                                 | Mentalist Gili                                                                                    |
| 84   | 23 november 2022  | Hans Maertens                                  | Voorzitter VOKA                                                                                   |
| 85   | 30 november 2022  | Sammy Mahdi                                    | Voorzitter CD&V                                                                                   |
| 86   | 7 december 2022   | Raoul Hedebouw                                 | Voorzitter PVDA                                                                                   |
| 87   | 14 december 2022  | Yasmin Dewilde                                 | Coach                                                                                             |
| 88   | 21 december 2022  | Egbert Lachaert                                | Voorzitter Open VLD                                                                               |
| 89   | 28 december 2022  | Pieter Bauwens                                 | Hoofdredacteur Doorbraak                                                                          |
| 90   | 4 januari 2023    | Sophie Buysse                                  | Oprichter Debateville                                                                             |
| 91   | 11 januari 2023   | Jelle Cleymans                                 | Acteur & Zanger                                                                                   |
| 92   | 18 januari 2023   | John Dejaeger                                  | Voorzitter ProFlandria                                                                            |
| 93   | 25 januari 2023   | Amir Bachrouri                                 | Voorzitter Vlaamse Jeugdraad                                                                      |
| 94   | 2 februari 2023   | Boris Daenen                                   | DJ Netsky                                                                                         |
| 95   | 8 februari 2023   | Jo De Ridder                                   | Oprichter Metanomics                                                                              |
| 96   | 15 februari 2023  | Michel Vandenbosch                             | Voorzitter GAIA                                                                                   |
| 97   | 22 februari 2023  | Wouter De Vriendt                              | Fractievoorzitter Groen                                                                           |
| 98   | 1 maart 2023      | Herwig De Lannoy                               | Auteur Vrijmetselarij                                                                             |
| 99   | 9 maart 2023      | Daan Schalck                                   | CEO North Sea Port                                                                                |
| 100  | 15 maart 2023     | Tijl De Bie                                    | Professor AI UGent                                                                                |
| 101  | 22 maart 2023     | Wim Distelmans                                 | Professor Palliatieve Geneeskunde VUB                                                             |
| 102  | 29 maart 2023     | Peter De Keyzer                                | Econoom & Oprichter Growth Inc                                                                    |
| 103  | 5 april 2023      | Baron Frans Van Daele                          | Diplomaat & Ex-kabinetschef Koning Filip                                                          |
| 104  | 12 april 2023     | Michel Casselman                               | CEO PMV                                                                                           |
| 105  | 20 april 2023     | Glenn Roggeman                                 | CEO AED Studios                                                                                   |
| 106  | 26 april 2023     | Jean Paul Van Bendegem                         | Professor Wiskunde & Wetenschap VUB                                                               |
| 108  | 10 mei 2023       | Jan Verheyen                                   | Filmregisseur                                                                                     |
| 109  | 17 mei 2023       | Assita Kanko                                   | EU Parlementslid                                                                                  |
| 110  | 24 mei 2023       | Steven Van Gucht                               | Viroloog Scienscano                                                                               |
| 111  | 1 juni 2023       | Bart Van Craeynest                             | Hoofdeconoom VOKA                                                                                 |
| 112  | 7 juni 2023       | Lieven Boeve                                   | Directeur Katholiek Onderwijs Vlaanderen                                                          |
| 113  | 15 juni 2023      | Roan Asselman                                  | Jurist                                                                                            |
| 114  | 21 juni 2023      | Joël De Ceulaer                                | Journalist De Morgen                                                                              |
| 115  | 28 juni 2023      | Wouter Duyck                                   | Professor Cognitieve Psychologie UGent                                                            |
| 116  | 5 juli 2023       | Mohamed Ridouani                               | Burgemeester Leuven                                                                               |
| 117  | 12 juli 2023      | Alexander De Croo                              | Eerste Minister België                                                                            |
| 118  | 6 september 2023  | Brieuc van Damme                               | CEO Koning Boudewijnstichting                                                                     |
| 119  | 13 september 2023 | Annemie Turtelboom                             | Ex-minister en lid van European Court of Auditors                                                 |
| 120  | 20 september 2023 | Julien De Wit                                  | Auteur & voorzitter van Vlaamse Vereniging Studenten                                              |
| 121  | 27 september 2023 | Dirk Inzé                                      | Professor Moleculaire Biologie & Directeur VIB                                                    |
| 122  | 4 oktober 2023    | Koen Geens                                     | Ex-minister Justitie                                                                              |
| 123  | 11 oktober 2023   | Steven Degryse                                 | Cartoonist Lectrr                                                                                 |
| 124  | 18 oktober 2023   | Walter Damen                                   | Advocaat                                                                                          |
| 125  | 25 oktober 2023   | Stephanie D’Hose                               | Voorzitter Senaat                                                                                 |
| 126  | 1 november 2023   | Ludo Abicht                                    | Filosoof                                                                                          |
| 127  | 8 november 2023   | Michel Maus                                    | Professor fiscaal recht VUB                                                                       |
| 128  | 15 november 2023  | Steven Arrazola de Onate                       | Ex-Militair                                                                                       |
| 129  | 22 november 2023  | Damya Laoui                                    | Professor Biotechnologie                                                                          |
| 130  | 30 november 2023  | Rik Torfs                                      | Kerkjurist & Emeritus                                                                             |
| 131  | 6 december 2023   | Pieter Jan Kleiweg                             | Nederlandse Ambassadeur BE                                                                        |
| 132  | 13 december 2023  | Frank Verstraete                               | Professor Kwantumfysica                                                                           |
| 134  | 27 december 2023  | Kristof Calvo                                  | Volksvertegenwoordiger Groen                                                                      |
| 135  | 8 januari 2024    | Xavier Bouckaert                               | CEO Roularta                                                                                      |
| 136  | 10 januari 2024   | Eric Van Cutsem                                | Voorzitter Stichting Tegen Kanker                                                                 |
| 137  | 17 januari 2024   | Jürgen Ingels                                  | Founder Smartfin Capital                                                                          |
| 138  | 24 januari 2024   | Pol Van Dorpe                                  | Professor Fysica & imec                                                                           |
| 139  | 31 januari 2024   | Rudi Vranckx                                   | Oorlogsjournalist VRT                                                                             |
| 140  | 7 februari 2024   | Bram Bombeek                                   | Woordvoerder Minister Landouw                                                                     |
| 141  | 14 februari 2024  | Youssef Kobo                                   | Stichter ASATT                                                                                    |
| 142  | 21 februari 2024  | Bart Preneel                                   | Professor Cryptografie                                                                            |
| 143  | 28 februari 2024  | Ben Eersels                                    | CEO G1000                                                                                         |
| 144  | 6 maart 2024      | Fouad Gandoul                                  | Politicoloog                                                                                      |
| 145  | 13 maart 2024     | Tinneke Beeckman                               | Filosoof                                                                                          |
| 146  | 27 maart 2024     | Marleen Temmerman                              | Professor Gynaecologie                                                                            |
| 147  | 3 april 2024      | Emmanuel Rombouts                              | Voorzitter Golf Vlaanderen                                                                        |
| 148  | 10 april 2024     | Carl Devos                                     | Professor Politicologie UGent                                                                     |
| 149  | 17 april 2024     | Bart Weetjens                                  | Zen Monk                                                                                          |
| 150  | 24 april 2024     | Kobe Verdonck                                  | CEO SD Worx                                                                                       |
| 151  | 1 mei 2024        | Ann Wurman                                     | Directeur VL Essenscia                                                                            |
| 152  | 8 mei 2024        | Johan Van Overtveldt                           | Voorzitter Commissie Begroting EU                                                                 |
| 153  | 15 mei 2024       | Paul Stoffels                                  | CEO Galapagos                                                                                     |
| 154  | 22 mei 2024       | Steven De Keyser                               | CEO Sabam                                                                                         |
| 155  | 29 mei 2024       | Geert Van Rampelberg                           | Acteur                                                                                            |
| 156  | 8 juni 2024       | Emmanuel Keirse                                | Emeritus & Klinisch Psycholoog                                                                    |
| 157  | 12 juni 2024      | Michaël Vlerick                                | Wetenschapsfilosoof                                                                               |
| 158  | 18 juni 2024      | Margot Cloet                                   | CEO Zorgnet-Icuro                                                                                 |
| 159  | 27 juni 2024      | Veerle De Witte                                | CEO Standaard Boekhandel                                                                          |
| 160  | 3 juli 2024       | Jef Pelgrims                                   | Voorzitter Alzheimer Liga Vlaanderen                                                              |
| 161  | 10 juli 2024      | Mark Elchardus                                 | Emeritus & Socioloog                                                                              |
| 162  | 29 augustus 2024  | Jeroen Bronselaer                              | CEO Play Media                                                                                    |
| 163  | 4 september 2024  | Annick Bosmans                                 | CEO Randstad BE                                                                                   |
| 164  | 11 september 2024 | Dirk Wouters                                   | CEO Bank van Breda                                                                                |
| 165  | 18 september 2024 | Bart Steukers                                  | Algemeen directeur Agoria                                                                         |
| 166  | 25 september 2024 | Paul De Grauwe Frank Judo                      | Professor Economie London School of Economics. Stafhouder Brusselse Balie NL                      |
| 167  | 2 oktober 2024    | Jef Neve                                       | Pianist                                                                                           |
| 168  | 9 oktober 2024    | Kris Opdedrynck                                | Algemeen directeur Davidsfonds                                                                    |
| 169  | 16 oktober 2024   | Philippe Vandekerckhove                        | CEO Rode Kruis                                                                                    |
| 170  | 23 oktober 2024   | Walter Daelemans Luc De Raedt                  | Professor AI Universiteit Antwerpen Professor AI KU Leuven                                        |
| 171  | 31 oktober 2024   | Jonas Geirnaert                                | Televisiemaker                                                                                    |
| 172  | 6 november 2024   | Wouter Verschelden                             | Politiek Journalist                                                                               |
| 173  | 13 november 2024  | Karl Drabbe Kris Hoflack                       | Uitgever Ertsberg CEO Standaard Uitgeverij                                                        |
| 174  | 20 november 2024  | Noah Janssen                                   | Algemeen Directeur Natuurpunt                                                                     |
| 175  | 27 november 2024  | Siegfried Bracke Stephanie D'Hose Björn Rzoska | Opiniemaker Ex-voorzitter Senaat Auteur 'Gedeelde Grond'                                          |
| 176  | 4 december 2024   | Dirk Van Damme                                 | Ex-onderwijsadviseur OESO                                                                         |
| 177  | 11 december 2024  | Marleen Finoulst                               | Arts & Journalist bij Gezondheid & Wetenschap                                                     |
| 178  | 18 december 2024  | Thomas Leysen                                  | Voorzitter Umicore, Mediahuis en DSM-Firmenich                                                    |
| 179  | 31 december 2024  | Hannes Heynderickx                             | Chef Politiek Het Nieuwsblad                                                                      |
| 180  | 2 januari 2025    | Jan Alexander                                  | Algemeen Directeur Belgian Venture & PE Association                                               |
| 181  | 8 januari 2025    | Maurits Vande Reyde                            | Vlaams Parlementslid Open VLD                                                                     |
| 182  | 15 januari 2025   | Björn Rzoska                                   | Ex-Vlaams Parlementslid Groen                                                                     |
| 183  | 22 januari 2025   | Hans Diels                                     | Geopolitiek ETION                                                                                 |
| 184  | 29 januari 2025   | Lieven Annemans                                | Professor Gezondheidseconomie UGent                                                               |
| 185  | 5 februari 2025   | Gino Van Ossel                                 | Professor Retail Vlerick Business School                                                          |
| 186  | 12 februari 2025  | Dirk De Wachter Pierre Mertens                 | Psychiater Auteur 'Liesje'                                                                        |
| 187  | 19 februari 2025  | Jan Raes                                       | Algemeen Directeur Opera Ballet Vlaanderen                                                        |
| 188  | 26 februari 2025  | David Geens                                    | Bisschop De Kerk Van Jezus Christus                                                               |
| 189  | 5 maart 2025      | Marc Michils                                   | Voorzitter Kom Op Tegen Kanker                                                                    |
| 190  | 12 maart 2025     | Noël Slangen                                   | Algemeen Directeur POM Limburg                                                                    |
| 191  | 19 maart 2025     | Vincent Van Dessel                             | Ex-CEO Euronext Brussels                                                                          |
| 192  | 26 maart 2025     | Bob Van Den Broeck                             | Administrateur-generaal Vlaams Agentschap Justitie en Handhaving                                  |
| 193  | 2 april 2025      | Benoit Filliers                                | Distilleermeester Filliers                                                                        |
| 194  | 9 april 2025      | Axel Buyse                                     | Ex-diplomaat Vlaamse regering                                                                     |
| 195  | 16 april 2025     | Mark Andries                                   | Directeur Vlaio                                                                                   |
| 196  | 23 april 2025     | Siegfried Bracke                               | Opiniemaker, Erevoorzitter van de Kamer, ex-gemeenteraadslid in Gent en oud-journalist bij de VRT |
| 197  | 30 april 2025     | Carl-Antoine Saverys                           | CEO Exmar                                                                                         |
| 198  | 7 mei 2025        | Rika Coppens                                   | CEO House of HR                                                                                   |
| 199  | 14 mei 2025       | Raf Degens                                     | CEO Corda Campus                                                                                  |
| 200  | 21 mei 2025       | Hassan Al Hilou                                | Oprichter Capital                                                                                 |
| 201  | 29 mei 2025       | Bart Buysse                                    | Algemeen Directeur Fevia                                                                          |
| 202  | 4 juni 2025       | Isabelle Dams                                  | CEO Banjiay BE                                                                                    |
| 203  | 11 juni 2025      | Jos D'Haese                                    | Fractieleider PVDA Vlaams Parlement                                                               |